# Dansk Islamisk Råd
Dansk Islamisk Råd er en dansk forening som repræsenterer sunnitiske muslimer i Danmark. Foreningen, som har forbindelser til Det Muslimske Broderskab, holder blandt andet til i Hamad Bin Khalifa Moskeen på Nørrebro, og er medlem af paraplyorganisationen Dansk Muslimsk Union.
Dansk Islamisk Råd har oven på Skuddramaerne i København i februar 2015 fordømt angrebet og i en pressemeddelelse skrevet: "Alt tyder på, at terrorismens hænder har slået til i Danmarks hovedstad København og gået målrettet efter at ramme et kulturarrangement om ytringsfrihed, hvis våben blot har været holdninger, med en kriminel handling, som alle himmelske religioner og verdslige love tager afstand fra".